# Showdown at the Grand
Showdown at the Grand je americký akční komediální film z roku 2023, který napsal a režíroval Orson Oblowitz. Ve filmu hrají Terrence Howard, John Savage, Piper Curda, Amanda Righetti a Dolph Lundgren. Film byl v USA uveden 10. listopadu 2023.

## Obsazení
- Terrence Howard jako George Fuller
- Dolph Lundgren jako Claude Luc Hallyday
- Amanda Righetti jako Lynn
- John Savage jako Lucky
- Piper Curda jako Spike
- Mike Ferguson jako Reed
- Jon Sklaroff jako Burton